# 한국복음주의역사신학회
한국복음주의역사신학회(Korea Evangelical Historical
Theological Society)는 한국복음주의신학회에 소속된 학회로 교회의 역사와 교부들의 사상을 연구하고 발전을 도모하는 신학회이다. 1997년 10월 24일 대전 침례신학대학원에서 한국복음주의역사신학회가 설립 되었다. 학회지로는 역사신학 논총이 발행되고 있다.

## 같이 보기
- 한국복음주의신학회
- 한국기독교학회
- 한국개혁신학회
- 한국복음주의조직신학회
- 한국조직신학회
- 한국장로교신학회
- 한국복음주의선교신학회
- 한국복음주의구약신학회
- 한국복음주의신약학회
- 한국복음주의실천신학회